# F. W. Woolworth Company
F. W. Woolworth Company (сокращённо Woolworth’s или Woolworth, рус. «Вулворт») — международная сеть розничной торговли с богатейшей историей. В настоящее время называется Foot Locker Retail, Inc.. В Австралии и в Новой Зеландии существует собственная Woolworths Group, не имеющая прямого отношения к американской. Розничные сети, использующие популярный брэнд Woolworth, действуют также в Германии, Австрии, Мексике, Южной Африке (до начала 2009 года также и в Великобритании).

## История
Первый магазин Woolworth был открыт 18 июля 1879 года Фрэнком Уинфилдом Вулвортом в Ланкастере, в штате Пенсильвания.
F.W. Woolworth Co. стала первой розничной торговой сетью, которая стала продавать товары по фиксированным ценам, как правило, по пять или десять центов, что приводило к закрытию магазинов местных торговцев. Помимо этого, Woolworth стала первой компанией, которая стала открывать супермаркеты, где товары находились в свободном доступе, в отличие от магазинов, которые держали их за прилавком. Первый магазин «Woolworth’s Great Five Cent Store» открылся в феврале 1878 года в Ютике, в Нью-Йорке, но в мае того же года закрылся.
В 1879 году Фрэнк Уинфилд Вулворт предпринял вторую попытку открыть магазин под тем же торговым знаком. И 21 июня состоялось открытие магазина в Ланкастере. На этот раз попытка увенчалась успехом. Фрэнк до конца своей жизни не забывал этот город. Второй магазин открылся в Гаррисберге в Пенсильвании, Фрэнк нанял менеджером в магазин своего брата Чарльза Самнера. Но из-за ссоры с арендодателем, магазин закрылся. После этого Фрэнк стал искать более подходящее место, которое обнаружил в Скрэнтоне, штат Пенсильвания, где открыл магазин 6 ноября 1880 года. Именно здесь Фрэнк и его брат стали разрабатывать мерчандайзинговую модель, все время находясь в торговом зале и общаясь с покупателями и сотрудниками. Они лично обслуживали клиентов. В два этапа (в 1881 и 1882 году) Фрэнк купил долю своего брата. Но Чарльз открыл собственный магазин Woolworth Bro’s, это была первая компания в то время, работающая по франшизе.
Компания Чарльза развивалась стабильно, что позволило в 1884 году открыть ещё один магазин вместе с его старым другом Фредом Кирби. Фред работал в качестве руководителя оптовых закупок. Изначально магазин был предназначен для небогатых покупателей, но затем быстро прижился и стал охватывать все слои населения. Чарльз купил долю Фреда, однако, они остались друзьями.
За это время Фрэнк успел открыть достаточно много магазинов. Его подход отличался от подхода Чарльза, последний старался применять в отделке магазина красное дерево, кассы отделялись стеклянными перегородками, а также стеклянные витрины красиво украшались, а также присутствовало яркое освещение, а пол был до блеска отполирован. Эта схема была перенята Фрэнком, а также его компанией F. W. Woolworth. В скором времени братья создали синдикат, присоединив к себе и другие магазины, торговавшие по фиксированным ценам. Каждый из магазинов синдиката был похож внутри и снаружи, но работал под именем своего основателя. Фрэнк Вулворт стимулировал членов синдиката, чтобы максимизировать их покупательскую способность.
В 1886 году у Вулворта было семь магазинов, в 1895 году — двадцать восемь, а в 1900 году — пятьдесят девять. Каждый из них был маленьким, но целая их сеть позволяла делать большие оптовые закупки.
В 1900 году все фасады магазинов Вулворта были покрашены в красный цвет, витрины были украшены золотыми листьями и лепниной. К 1900 году торговый оборот компании превысил 5 миллионов долларов в год; в последующие пять лет он вырос в три раза.
В 1905 году синдикат Вулворта (шесть самостоятельных сетей, работавших в США и Канаде) был юридически оформлен в компанию F.W. Woolworth & Co. В 1909 году открылся первый магазин сети в Великобритании. К 1915 году в Великобритании действовали уже 44 магазина Woolworth.
В 1912 году была создана публичная компания F.W. Woolworth Company, которая на тот момент контролировала около 600 магазинов, из них 318 принадлежали Вулворту. В 1913 году в Нью-Йорке был построен небоскрёб Woolworth Building, где до 1998 года размещалась штаб-квартира F.W. Woolworth Company.
После смерти Фрэнка Вулворта в 1919 году компанию возглавил его брат Чарльз Самнер Вулворт. При нём количество магазинов сети достигло более 3 тыс. После смерти жены Фрэнка Вулворта Дженни в 1924 году большую часть его состояния унаследовала его внучка Барбара Хаттон.
Постепенно F.W. Woolworth Company стала отдаляться от формата «все по пять и десять» и начала управлять крупными супермаркетами, приобретать специализированные магазины — обувные, спортивных товаров, одежды.
В 1979 году F.W. Woolworth Company была включена в Книгу рекордов Гиннесса как самая крупная в мире розничная сеть.
Но с начала 1980-х годов у F.W. Woolworth Company начались проблемы. В 1982 году филиал компании в Великобритании был продан, в 1983 году прекратила свое существование принадлежавшая компании сеть дискаунтеров Woolco в США. Канадские магазины Woolco в 1994 году были приобретены Wal-Mart.
В 1997 году в США закрылись последние из оставшихся магазинов Woolworth, а F.W. Woolworth Company была преобразована в Venator Group и специализировалась исключительно на продаже спортивных товаров.
В 1998 году Venator Group продала небоскрёб Woolworth Building. В 2001 году Venator Group была переименована в Foot Locker Retail, Inc..